# مگس‌گیر نیم‌طوق

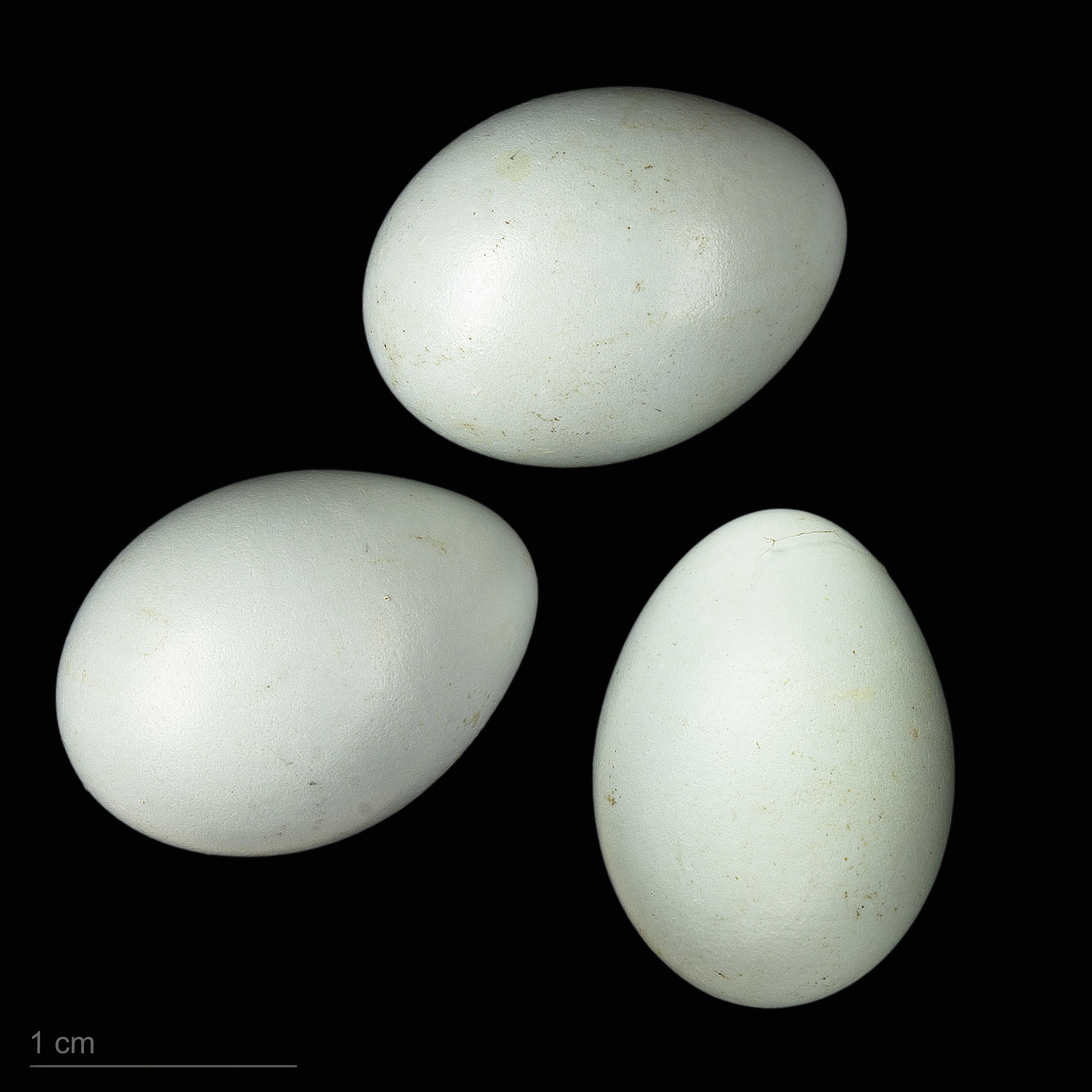
Ficedula semitorquata

مگس‌گیر نیم‌طوق یا مگس‌گیر نیم‌یقه (نام علمی: Ficedula semitorquata) نام یک گونه از سرده انجیرخورک‌ها است.